# Yasuo Sato
Yasuo Sato (1950 ?) è un astronomo giapponese.
Yasuo Sato è un astrofilo giapponese residente a Nishinasuno, oggi Nasushiobara (Distretto di Nasu, Prefettura di Tochigi). Si interessa principalmente di comete, ne ha scoperte alcune, la prima a diciannove anni .

## Scoperte
Ha scoperto quattro comete, in ordine cronologico:
| Tipo di oggetto | Denominazione                | Data della scoperta | Coscopritori                    | Fonti |
| --------------- | ---------------------------- | ------------------- | ------------------------------- | ----- |
| cometa          | C/1969 T1 Tago-Sato-Kosaka   | 21 dicembre 1969    | Akihiko Tago Kouzou Kosaka      | [ 2 ] |
| cometa          | C/1970 U1 Suzuki-Sato-Seki   | 19 ottobre 1970     | Shigenori Suzuki Tsutomu Seki   | [ 3 ] |
| cometa          | C/1975 T1 Mori-Sato-Fujikawa | 5 ottobre 1975      | Hiroaki Mori Shigehisa Fujikawa | [ 4 ] |
| cometa          | C/1975 X1 Sato               | 5 dicembre 1975     | -                               | [ 5 ] |

Yasuo Sato ha effettuato anche la scoperta indipendente della cometa C/1968 H1 Tago-Honda-Yamamoto .